# Heinz Weixelbraun
Heinz Weixelbraun (Spittal an der Drau, Carintia, 19 de mayo de 1963) es un actor austríaco.

## Biografía
Dejó su pueblo natal en 1981 al alcanzar la mayoría de edad. En 1984 terminó su formación como actor en Volkstheater de Viena. Entre 1986 y 1991 trabajó en el Freien Volksbühne de Berlín. En 1992 trabajó por su cuenta en diversos teatros vieneses. A partir de 1987, Weixelbraun compaginó su trabajo en el teatro con incursiones en la pequeña y la gran pantalla. En el año 1990 fue protagonista en la película Erwin & Julia, en el que fue nominado como mejor actor de película en los European Film Awards. Es más conocido por su papel de Christian Böck, en Comisario Rex al ingresar en reemplazo del detective Ernst Stockinger. Su papel fue de gran audición, trabajando entre los años 1996 y 2001. Después del 2001 decide abandonar la serie para volver a su labor teatral.  
Su poca aparición por la pantalla es motivo a su mayor participación en el teatro. 

## Filmografía

### TV
- 2011 Schnell ermittelt
- 2009 Das bin ich wirklich; böse, besoffen, aber gescheit (Joseph Roth)
- 2006 Nahaufnahme (Cortometraje)
- 2004 Open Air (Cortometraje)
- 2003 Paula (Cortometraje)
- 1996-2001 Comisario Rex (Temporadas 3 a 8)
- 1995 Tatort-Die Freundin.
- 1995 Tatort Bomben für Ehrlicher.
- 1994 Schwarze Tage.
- 1987 Tatort-Wunschlos tot.
- 1987 Das rauhe Leben

### Cine
- 2000 Die fliegendeb kinder (Los niños voladores)
- 1993 1945
- 1992 Die fliegenden Kinder
- 1991 Eine Erste Liebe
- 1991 Safari-die Reise
- 1990 Unter Freunden
- 1990 Erwin und Julia
- 1989 Die Skorpionfrau
- 1988 Unter Freunden
- 1987 Das rauhe Leben
- 1987 Ausser Gefahr

## Reconocimientos
- 2000 Premio Max Ophüls - Nominado.
- 1990 Premio Cine Europeo al mejor actor - Nominado.